# Eremobates barberi
Eremobates barberi är en spindeldjursart som först beskrevs av Muma 1951.  Eremobates barberi ingår i släktet Eremobates och familjen Eremobatidae. Inga underarter finns listade i Catalogue of Life.